# ZFYVE19
ZFYVE19 (англ. Zinc finger FYVE-type containing 19) – білок, який кодується однойменним геном, розташованим у людей на короткому плечі 15-ї хромосоми. Довжина поліпептидного ланцюга білка становить 471 амінокислот, а молекулярна маса — 51 546.
| 10         |  | 20         |  | 30         |  | 40         |  | 50         |
| ---------- |  | ---------- |  | ---------- |  | ---------- |  | ---------- |
| MNYDSQQPPL |  | PPLPYAGCRR |  | ASGFPALGRG |  | GTVPVGVWGG |  | AGQGREGRSW |
| GEGPRGPGLG |  | RRDLSSADPA |  | VLGATMESRC |  | YGCAVKFTLF |  | KKEYGCKNCG |
| RAFCSGCLSF |  | SAAVPRTGNT |  | QQKVCKQCHE |  | VLTRGSSANA |  | SKWSPPQNYK |
| KRVAALEAKQ |  | KPSTSQSQGL |  | TRQDQMIAER |  | LARLRQENKP |  | KLVPSQAEIE |
| ARLAALKDER |  | QGSIPSTQEM |  | EARLAALQGR |  | VLPSQTPQPA |  | HHTPDTRTQA |
| QQTQDLLTQL |  | AAEVAIDESW |  | KGGGPAASLQ |  | NDLNQGGPGS |  | TNSKRQANWS |
| LEEEKSRLLA |  | EAALELREEN |  | TRQERILALA |  | KRLAMLRGQD |  | PERVTLQDYR |
| LPDSDDDEDE |  | ETAIQRVLQQ |  | LTEEASLDEA |  | SGFNIPAEQA |  | SRPWTQPRGA |
| EPEAQDVDPR |  | PEAEEEELPW |  | CCICNEDATL |  | RCAGCDGDLF |  | CARCFREGHD |
| AFELKEHQTS |  | AYSPPRAGQE |  | H          |  |            |  |            |

A: Аланін

C: Цистеїн

D: Аспарагінова кислота

E: Глутамінова кислота

F: Фенілаланін

G: Гліцин

H: Гістидин

I: Ізолейцин

K: Лізин

L: Лейцин

M: Метіонін

N: Аспарагін

P: Пролін

Q: Глутамін

R: Аргінін

S: Серин

T: Треонін

V: Валін

W: Триптофан

Кодований геном білок за функцією належить до фосфопротеїнів. 
Задіяний у таких біологічних процесах, як клітинний цикл, поділ клітини, альтернативний сплайсинг. 
Білок має сайт для зв'язування з ліпідами, іонами металів, іоном цинку. 
Локалізований у цитоплазмі, цитоскелеті.